# Ernst-Wilhelm Händler

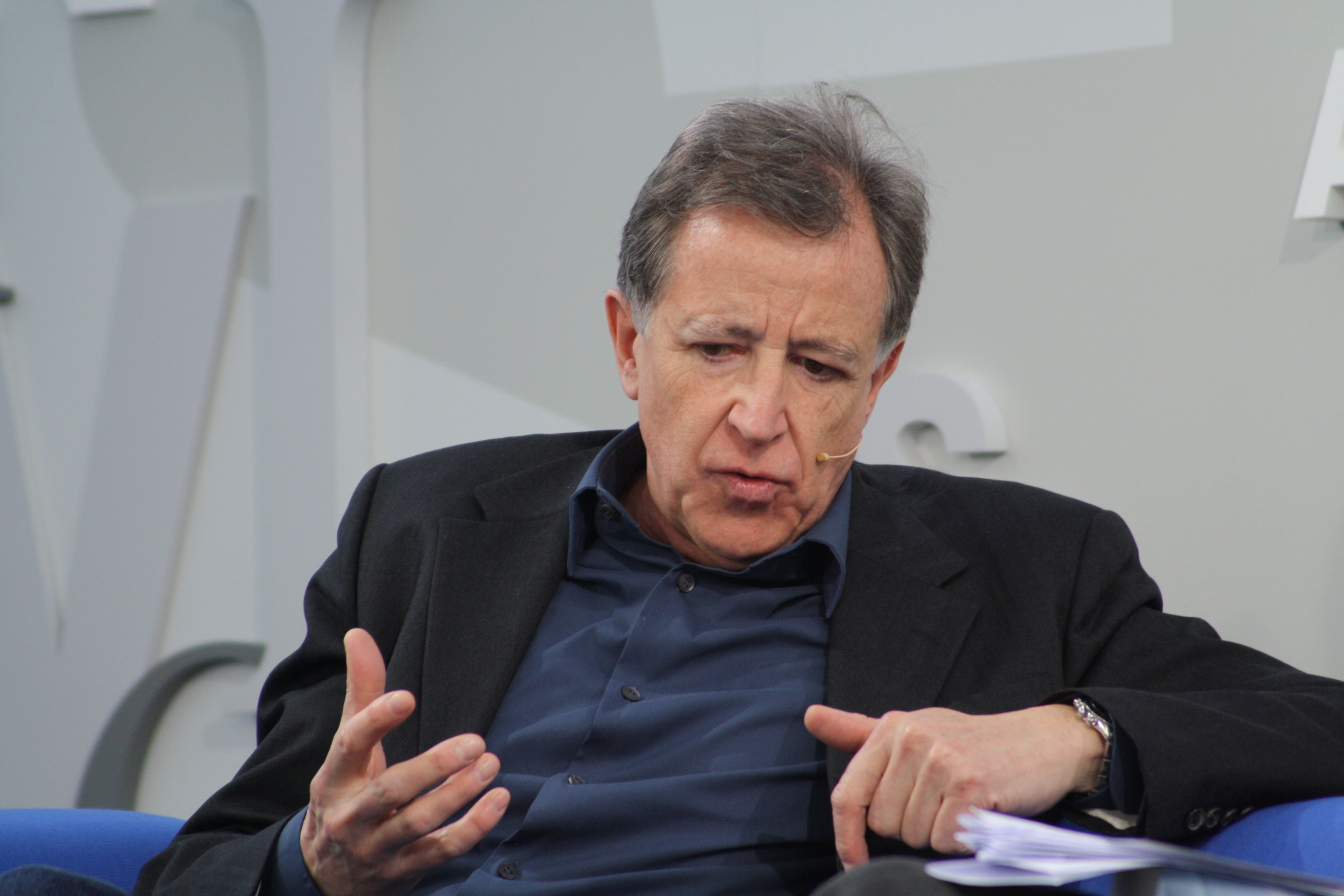
Ernst-Wilhelm Händler auf der Leipziger Buchmesse 2013

Ernst-Wilhelm Händler (* 26. März 1953 in München) ist ein deutscher Unternehmer und Schriftsteller.

## Leben
Nach seinem Studium der Volkswirtschaftslehre, Betriebswirtschaftslehre  und Philosophie an der Technischen Universität Stuttgart und der Ludwig-Maximilians-Universität München, das er mit einer Promotion zum Thema Logische Struktur und Referenz von mathematischen ökonomischen Theorien 1980 abschloss, übernahm Händler die Geschäftsführung des familieneigenen metallverarbeitenden Unternehmens. Neben seiner regulären Arbeit begann er zu schreiben. In seinen Texten setzt er sich immer wieder mit dem kapitalistischen System und dessen Einfluss und Verführungskraft auf den Menschen auseinander. Aufgrund seiner Tätigkeit als Unternehmer gilt Händler als Insider des Wirtschaftslebens. Händler lebt in Regensburg und München. Er ist Mitglied im PEN-Zentrum Deutschland.
In der literarischen Tradition eines Hermann Broch, Robert Musil, Thomas Bernhard stehend, entwirft Händler fiktive Szenarien unserer westeuropäischen Realität, konstruiert von Roman zu Roman fortschreitend das Gebäude unserer Gesellschaft und deren Funktionieren.
Der Roman Wenn wir sterben belegte im November 2002 den Platz 1 der SWR-Bestenliste und erhielt den Preis der SWR-Bestenliste 2003 für das beste Buch des Jahres. Die Begründung der Jury: „Den Preis der SWR-Bestenliste erhält im Jahr 2003 Ernst-Wilhelm Händler für seinen Roman Wenn wir sterben. Er findet eine kalte Sprache für den zeitgenössischen Kapitalismus, der bis in die psychische Konstitution der Menschen hineinwirkt. Händler zeigt dies am Beispiel von vier Spitzenmanagerinnen, die sich gegenseitig bekämpfen und das Leistungsprinzip ad absurdum führen.“

Händlers Roman "München" stand auf der Longlist des Deutschen Buchpreises 2016.

## Auszeichnungen (Auswahl)
- 1999: Erik-Reger-Preis
- 2003: Preis der SWR-Bestenliste Bestes Buch des Jahres 2002 für Wenn wir sterben
- 2004: Kulturpreis der Stadt Regensburg
- 2004: Friedrich-Baur-Preis
- 2006: Hans-Erich-Nossack-Preis
- 2014: Mitglied der Akademie der Wissenschaften und der Literatur Mainz[2]

## Werke
- Stadt mit Häusern. Frankfurter Verlagsanstalt, Frankfurt 1995, ISBN 3-627-00033-1; dtv, München 2004, ISBN 3-423-13238-8; Fischer-Taschenbuch-Verlag, Frankfurt 2012, ISBN 978-3-596-19028-7 (Erzählungsband)
- Kongreß. Roman. Frankfurter Verlagsanstalt, Frankfurt 1996, ISBN 3-627-00032-3; dtv, 1998, ISBN 3-423-12586-1; Fischer-Taschenbuch-Verlag, Frankfurt 2012, ISBN 978-3-596-19031-7
- Fall. Roman. Frankfurter Verlagsanstalt, Frankfurt 1997, ISBN 3-627-00031-5; dtv, 2000, ISBN 3-423-12731-7; Fischer-Taschenbuch-Verlag, Frankfurt 2012, ISBN 978-3-596-19030-0
- Sturm. Roman. Frankfurter Verlagsanstalt, Frankfurt 1999, ISBN 3-627-00030-7; dtv, München 2004, ISBN 3-423-13163-2; Fischer-Taschenbuch-Verlag, Frankfurt 2013, ISBN 978-3-596-19029-4
- Wenn wir sterben. Roman. Frankfurter Verlagsanstalt, Frankfurt 2002, ISBN 3-627-00029-3; Fischer-Taschenbuch-Verlag, Frankfurt 2011, ISBN 978-3-596-19002-7
- Die Frau des Schriftstellers. Roman. Frankfurter Verlagsanstalt, Frankfurt 2006, ISBN 978-3-627-00028-8; Fischer-Taschenbuch-Verlag, Frankfurt 2012, ISBN 978-3-596-19027-0
- Welt aus Glas. Roman. Frankfurter Verlagsanstalt, Frankfurt 2009, ISBN 978-3-596-19003-4; Fischer-Taschenbuch-Verlag, Frankfurt 2011, ISBN 978-3-596-19003-4
- Der Überlebende. Roman. S. Fischer, Frankfurt 2013, ISBN 978-3-10-029910-9
- Versuch über den Roman als Erkenntnisinstrument. S. Fischer Verlag, Frankfurt am Main 2014, ISBN 978-3-10-002199-1
- München. Gesellschaftsroman. S. Fischer Verlag, Frankfurt 2016, ISBN 978-3-10-397207-8
- Das Geld spricht. Roman. S. Fischer Verlag, Frankfurt 2019, ISBN 978-3-10-397451-5
- Die Produktion von Gesellschaft. S. Fischer Verlag 2022, ISBN 978-3-10-397139-2.[3]